# Warburg
Warburg (pronunciación en alemán: /ˈvaːɐ̯bʊʁk/ⓘ) es una ciudad de 23.986 habitantes ubicada en el estado federado de Renania del Norte-Westfalia, en Alemania.
Pertenece al distrito de Höxter en la región de Detmold.

## Galería

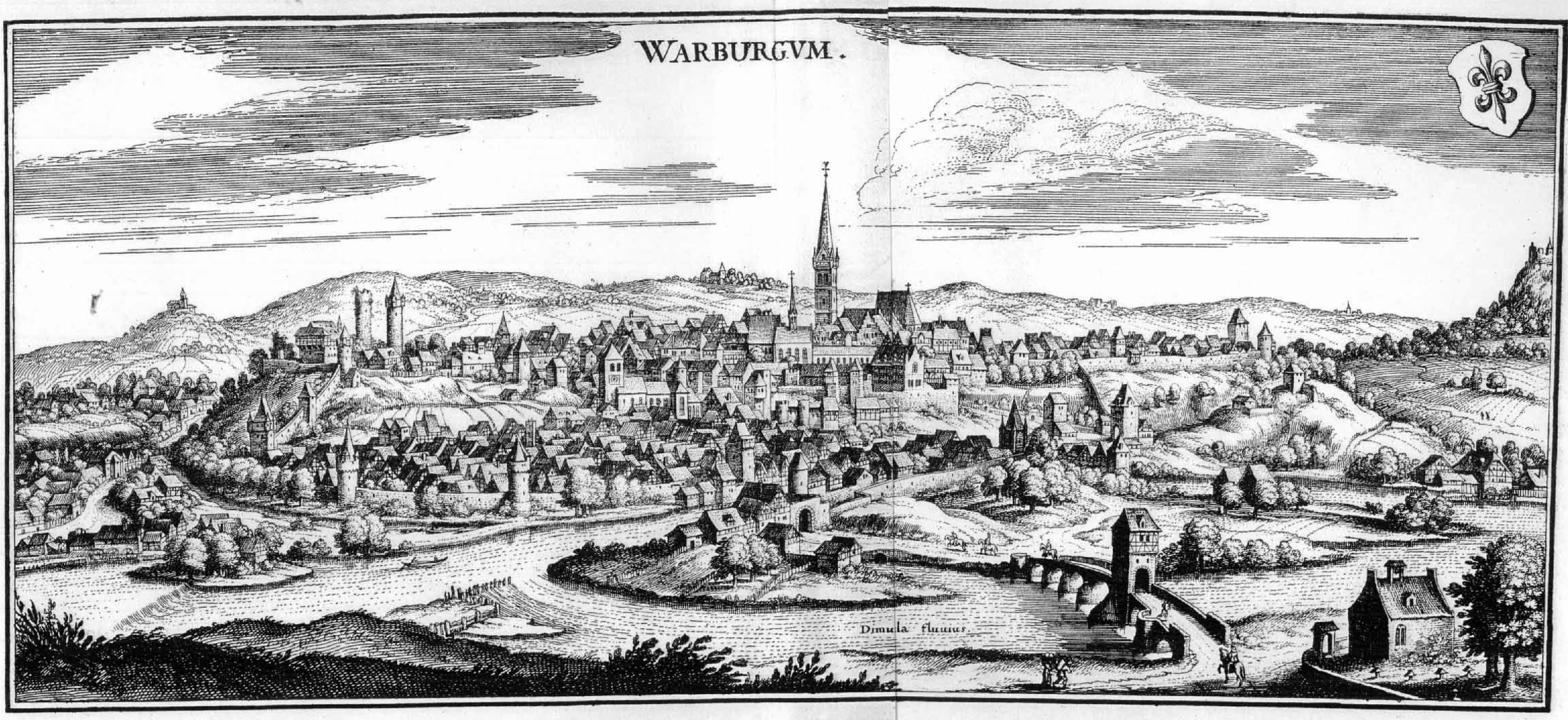
Grabado de la ciudad de Warburg (1647).
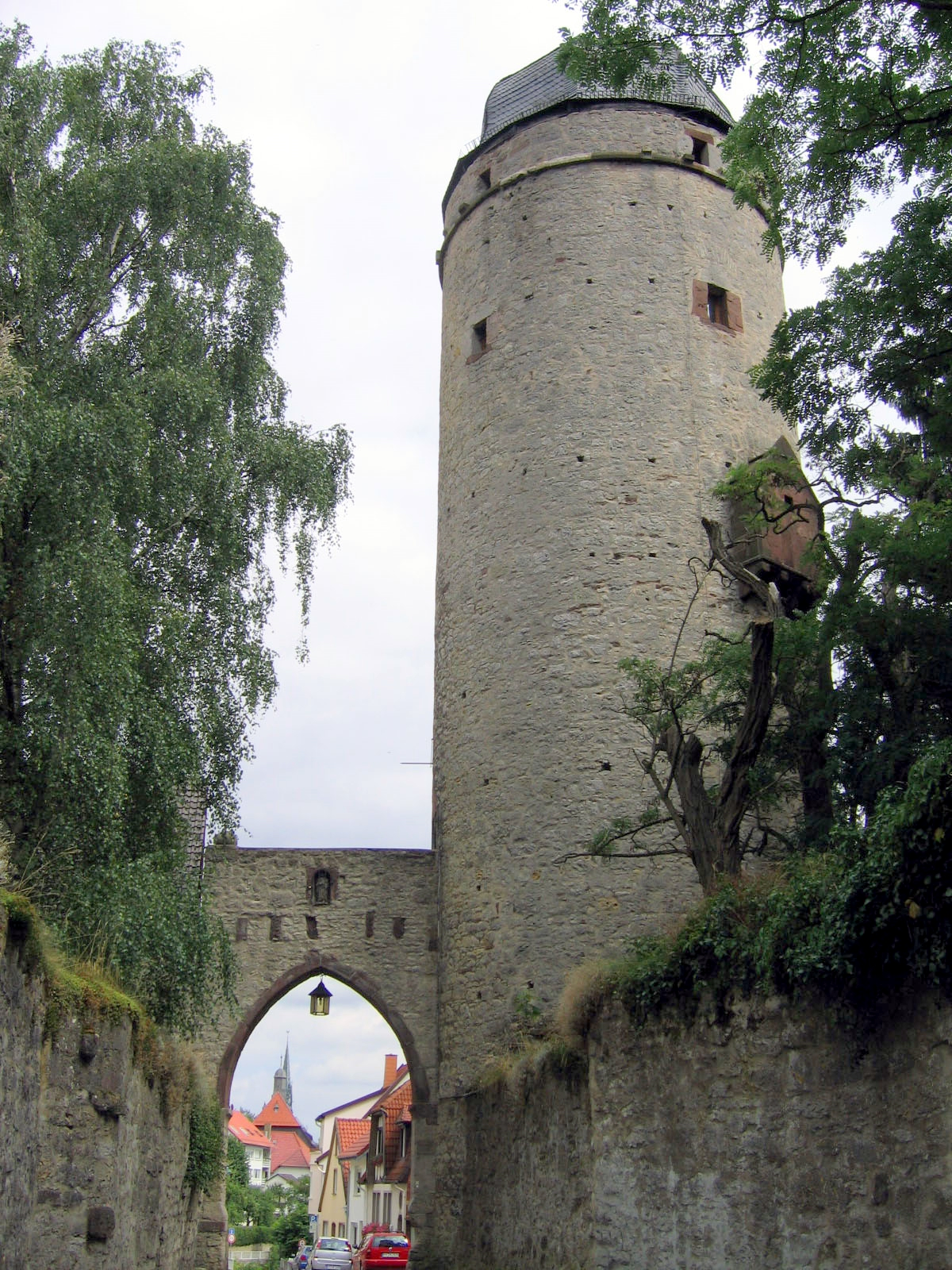
La torre de vigilancia Sackturm en Warburg, construida en 1443.
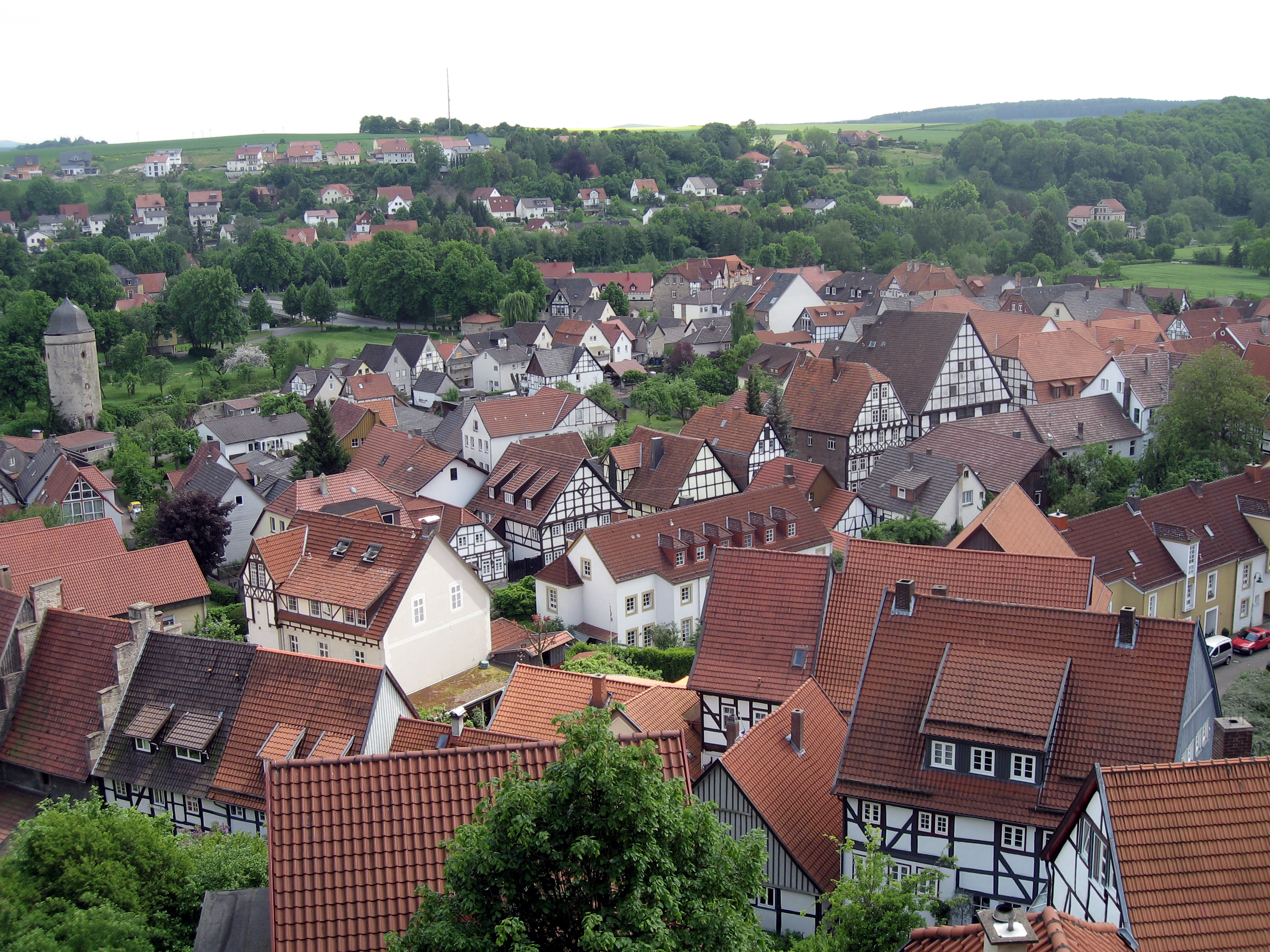
Vista panorámica del casco urbano antiguo.
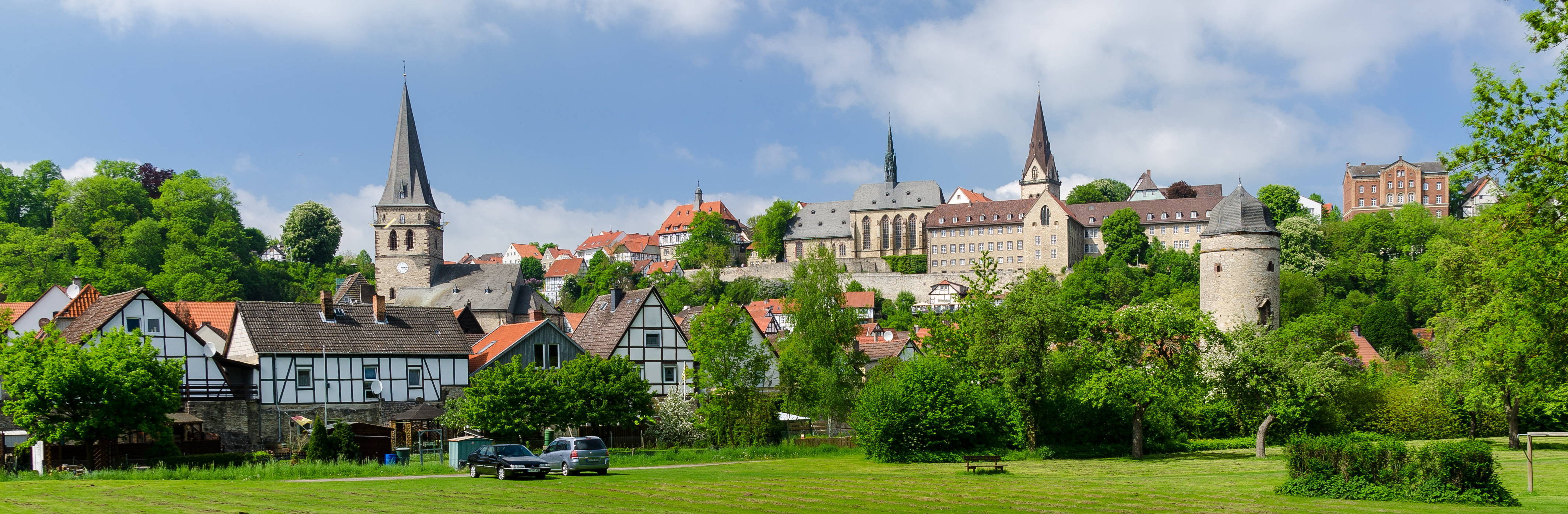
Warburg